# خریمه
خریمه منطقه‌ای است در  شهرستان محضهاز توابع   استان بریمی در کشور پادشاهی عمان است.
«خریمه» یک منطقه کوهستانی است که در شمال بخش محضه واقع شده‌است.

## مسافت راه خریمه
خریمه در ۸۰ کیلومتری راه اصلی آسفالته دبی به حتا از سمت چپ یک راه فرعی شروع می‌شود که به داخل کوهستان می‌رود.
این راه تاچند سال پیش شوسه بوده‌است ولی حالا مدت یک سال است که حکومت عمان آن را آسفالت نموده‌است.
از دبی تا درهٔ ورودی خریمه ۹۵ کیلومتر است.

## منطقه خریمه
بعد از ورود به سمت چپ از جاده اصلی به جاده محضه و بعد از مرور وسایط نقلیه در حدود ۲۵ تا ۳۰ دقیقه به «منطقه خریمه» می‌رسد.
منطقه «خریمه» دقیقاً در ۹۰ کیلومتری جنوب غربی دبی و در شمال غربی روستای حتا واقع می‌باشد.
و از دبی تا «خریمه» تقریباً یک ساعت باماشین می‌باشد.
منطقه خریمه منطقه‌ای است بسیار جالب مخصوصاً در فصل زمستان و موسم باران، بعد از باریدن باران در کوه‌های «خریمه» تُرُشُه به‌شکل غیرقابل تصور درست می‌شود.
یک چشمه کوچکی نیز وجود دارد که آبش شیرین است.

## کوه‌های بلند خریمه
«خریمه» منطقه‌ای است کوهستانی که سه طرف آن کوه‌های بلند احاطه کرده‌است و فقط جهت شمال آن باز است که راه ورودی آن از طرف شمال وارد دره خریمه می‌شود.
در مدخل «خریمه» چندتا نخل بلند وکهن سال ونخل‌های کوچک ومتوسط وجود دارند.
راه ورود به درون خریمه از بغل این نخل‌ها و از سمت مشرق این نخل‌ها می‌گذرد وپشت کوه از جهت مشرق منحرف به سمت جنوب می‌شود.

## محوطه‌ای خریمه
در پشت کوه و در مدخل خریمه محوطه‌ای است باز که چندتا درخت سمر وجود دارد، درواه خریمه رو به طرف جنوب ادامه می‌یابد و به مجموعه دیگر از نخل‌های بلند وکهن سال می‌رسد. از سمت مغرب این نخل‌ها اشکفتی وجود دارد، و از سمت مغرب اشکفت آودون بزرگی وجود دارد، بعد از اشکفت و آودون به «چُورُوکُو» یعنی «خریمه» می‌رسید.
کوهستان بلند دو طرف درواه گرفته‌است ودرواه بعد از باریدن باران تامدت شش ماه آب در آن جریان دارد.

## خریمه تفریحگاه مردم
درفصل زمستان و بعد از باریدن باران رودخانه خریمه جریان می‌یابد و آب شیرین وصاف وگوارا از وسط این کوه‌های بلند می‌گذرد و یک منظره زیبا به معرض تماشا می‌گذارد ومردم به سوی خود می‌کشاند.
مردم در زمستان به آنجا می‌روند وخیمه وخرگاه برپا می‌کنند و در روزهای تعطیلی ومناسبات به «خریمه» به گشت و تفریح و طبخ می‌روند.
مردم در کنار آب روان خیمه می‌زنند وشب در آن منطقهٔ زیبا وشاعرانه با خانواده‌هایشان به سر می‌برند و گوشت وکباب بریان می‌کنند وکسانی نیز در منطقهٔ زیبا «خریمه» با دعوت دوستان خود به آنجا مقدم ایشان را گرامی می‌دارند.
برخی نیز صبح زود وسایل وخوراکی را برمی دارند و به آنجا می‌روند و باگذراندن روزی در هوای کوهستانی در غروب به خانه باز می‌گردند.
خریمه منطقه‌ای است بسیار دلنشین که مردم باشوق وشادی به سوی خود می‌کشاند، مردم شبی باخوشی در آن کوهستان دور افتاده و هوای مطبوع وبیرون از شلوغ شهرستان‌های پر سر وصدا به سر می‌برند.